# Doanh nghiệp mở rộng
Một doanh nghiệp mở rộng là một mạng lưới các công ty tự tổ chức lỏng lẻo kết hợp sản lượng kinh tế của họ để cung cấp sản phẩm và dịch vụ cung cấp cho thị trường.  Các công ty trong doanh nghiệp mở rộng có thể hoạt động độc lập, ví dụ, thông qua các cơ chế thị trường, hoặc hợp tác thông qua các thỏa thuận và hợp đồng.  Họ cung cấp dịch vụ hoặc sản phẩm giá trị gia tăng cho OEM (Nhà sản xuất thiết bị gốc).
Hoặc được gọi là " chuỗi cung ứng " hoặc " chuỗi giá trị ", doanh nghiệp mở rộng mô tả cộng đồng những người tham gia liên quan đến việc cung cấp một bộ dịch vụ dịch vụ.  Ví dụ, doanh nghiệp mở rộng liên kết với " McDonald ", không chỉ bao gồm Tập đoàn McDonald's, mà còn nhượng quyền thương mại và đối tác liên doanh của Tập đoàn McDonald, 3PL cung cấp thực phẩm và nguyên liệu cho các nhà hàng McDonald, cơ quan quảng cáo sản xuất và phân phối quảng cáo của McDonald, các nhà cung cấp nguyên liệu thực phẩm của McDonald, thiết bị nhà bếp, dịch vụ xây dựng, tiện ích và các hàng hóa và dịch vụ khác, các nhà thiết kế đồ chơi Happy Meal và những người khác.
Doanh nghiệp mở rộng là một thuật ngữ mô tả nhiều hơn chuỗi cung ứng, trong đó nó cho phép khái niệm các loại và mức độ và tính lâu dài của kết nối.  Các kết nối có thể bằng hợp đồng, như trong quan hệ đối tác hoặc liên minh hoặc thỏa thuận thương mại, hoặc bằng cách trao đổi thị trường mở hoặc tham gia vào thuế quan công cộng.
Cách một doanh nghiệp mở rộng được tổ chức và cấu trúc các chính sách và cơ chế của nó để trao đổi thông tin, hàng hóa, dịch vụ và tiền được mô tả bởi kiến trúc doanh nghiệp.
Khái niệm về doanh nghiệp mở rộng đã có tầm quan trọng hơn khi các công ty trở nên chuyên biệt hơn và liên kết với nhau hơn, thương mại trở nên toàn cầu hơn, các quy trình trở nên tiêu chuẩn hơn và thông tin trở nên phổ biến.  Việc tiêu chuẩn hóa các quy trình kinh doanh đã cho phép các công ty mua dưới dạng dịch vụ, nhiều hoạt động trước đây đã được thực thể kinh doanh cung cấp trực tiếp.  Bằng cách thuê ngoài một số chức năng kinh doanh trước đây tự cung cấp, chẳng hạn như vận chuyển, kho bãi, mua sắm, quan hệ công chúng, công nghệ thông tin, các công ty đã có thể tập trung nguồn lực của mình vào các khoản đầu tư và hoạt động mang lại cho họ tỷ lệ hoàn vốn cao nhất.  Các " năng lực cốt lõi " còn lại xác định đề xuất giá trị duy nhất của công ty.
Gần đây, khái niệm về doanh nghiệp mở rộng đã được cập nhật bởi Alguezaui và Filieri (2014) , những người đã đánh giá lại doanh nghiệp mở rộng trong nền kinh tế tri thức.